# Milford (Missouri)
Pour les articles homonymes, voir Milford.
Milford est un village du comté de Barton, dans le Missouri, aux États-Unis,. Situé au nord-est du comté, il est incorporée en 1964.

## Démographie
Lors du recensement de 2010, la ville comptait une population de 57 habitants. Elle est estimée, en 2016, à 55 habitants.

## Source de la traduction
- (en) Cet article est partiellement ou en totalité issu de l’article de Wikipédia en anglais intitulé « Milford, Missouri » (voir la liste des auteurs).